# デジタルドリームライブ
『デジタルドリームライブ』（Digital Dream Live）は、2000年から2004年にかけてNHK衛星第2テレビジョン（BS2）とNHKデジタル衛星ハイビジョン（BS-hi）で放送された音楽特別番組の名称。

## 概説
第1回は2000年12月1日、BSデジタル放送の本放送開始を記念し、東京・渋谷のNHKホールで開催され、BS2とハイビジョンで生放送された。BSデジタル放送の開始に伴い、デジタル放送（ハイビジョン）の高画質・高音質の迫力を視聴者に体感してもらうべく、大型音楽ステージライブの生放送を『デジタルドリームライブ』と銘打って行った。その後2001年から2003年にかけて、毎年12月1日に開催された。
近年J-POPシーンを賑す若者に人気のアーティストが大挙出演することから、NHKでは「若者のための21世紀の紅白歌合戦」とも銘打っていた。
BS2とハイビジョンの生放送の他、BS2でも翌年正月などに再放送していたが、総合テレビでも数か月または1年遅れで再放送されていたことがある。
2004年にはNHK衛星放送開始15周年を記念して6月27日に『BSドリームライブ』のタイトルで行われた。

## デジタルドリームライブ

### 第1回（2000年）
BSデジタル放送開局記念 デジタルドリームライブ2000
- 放送：2000年12月1日（金曜日）19:30 - 22:00、BS2、BS-hi
- 会場：NHKホール
- 司会：マーク・パンサー、有働由美子アナウンサー
- 出演：安室奈美恵、今井絵理子、Every Little Thing、小柳ゆき、シャ乱Q、鈴木あみ（現：鈴木亜美）、DA PUMP、T.M.Revolution、浜崎あゆみ、hiro、MAX、モーニング娘。、R・I・N・A、ほか

この年の放送で、シャ乱Qが無期限の活動休止を発表した。

### 第2回（2001年）
デジタルドリームライブ2001
BSデジタル放送の開局1周年記念特別番組として放送。
- 放送：2001年12月1日（土曜日）19:30 - 22:00、BS2、BS-hi （※1）
- 会場：NHKホール
- 司会：中澤裕子、青山祐子アナウンサー
- 出演：W-inds.、Gackt（現：GACKT）、華原朋美、小柳ゆき、THE★SCANTY、島谷ひとみ、ZONE、DA PUMP、浜崎あゆみ、hiro、FLAME、BoA、松浦亜弥、MAX、モーニング娘。（ユニット出演：タンポポ）、矢井田瞳

（※1）この日は2局とも19:00～総合テレビと同様にNHKニュース7（皇室関連（皇太子夫妻の長女愛子内親王誕生）のニュース）を放送しており、総合テレビは20:40までニュースを放送したが、BS2とBS-hiは2局とも19:30で終了し、予定通り放送した。

### 第3回（2002年）
デジタルドリームライブ2002
- 放送：2002年12月1日（日曜日）19:20 - 21:55、BS2、BS-hi
- 会場：NHKホール
- 司会：中澤裕子、久保純子アナウンサー（当時）
- 出演：相川七瀬、w-inds 、Every Little Thing、キンモクセイ、小柳ゆき、島谷ひとみ、DA PUMP、T.M.Revolution、day after tomorrow、中島美嘉、hiro、藤本美貴（※2）、FLAME、麻波25、モーニング娘。、RAG FAIR

（※2）藤本美貴は当時ソロ歌手として出演（翌年よりモーニング娘。に編入）。

### 第4回（2003年）
デジタルドリームライブ2003
- 放送：2003年12月1日（月曜日）19:45 - 22:00、BS2、BS-hi
- 会場：NHKホール
- 司会：加藤晴彦、久保純子アナウンサー（当時）
- 出演：AI、W-Inds、EXILE、Every Little Thing、Gackt、KICK THE CAN CREW、後藤真希、小柳ゆき、島谷ひとみ、スガシカオ、SOUL'd OUT、ZONE、DA PUMP、day after tomorrow、中島美嘉、BoA、松浦亜弥、メロン記念日、モーニング娘。、Lead

BS2で19:30 - 19:45が『連続テレビ小説 おしん』の再放送枠となったため、前年より15分遅い放送開始となった。

## BSドリームライブ
衛星放送開始15周年記念 BSドリームライブ2004
- 放送：2004年6月27日（日曜日）19:20 - 21:55、BS2、BS-hi
- 会場：NHKホール
- 司会：加藤晴彦、膳場貴子アナウンサー（当時）
- 出演：愛内里菜、安倍なつみ、今井美樹、w-inds 、大黒摩季、Gackt、河口恭吾、清春、Crystal Kay、CHEMISTRY、KOKIA、後藤真希、島谷ひとみ、Janne Da Arc、JINDOU、浜崎あゆみ、樋井明日香、平川地一丁目、平原綾香、松浦亜弥、MEGUMI、モーニング娘。、Lead